# Perdita leucogastra
Perdita leucogastra là một loài Hymenoptera trong họ Andrenidae. Loài này được Timberlake mô tả khoa học năm 1964.